# Diecezja Merlo-Moreno
Diecezja Merlo-Moreno (łac. Dioecesis Merlensis-Morenensis) – diecezja Kościoła rzymskokatolickiego w Argentynie, sufragania archidiecezji Mercedes-Luján. Została erygowana 13 maja 1997 przez papieża Jana Pawła II.